# Caledonian Road (Metropolitano de Londres)
Caledonian Road é uma estação da linha Piccadilly do Metrô de Londres, entre King's Cross St. Pancras e Holloway Road, e na Zona 2 do Travelcard. Foi inaugurada em 15 de dezembro de 1906 pela Great Northern, Piccadilly and Brompton Railway. O edifício foi projetado por Leslie Green.
A estação Caledonian Road está localizada na Caledonian Road em Holloway, norte de Londres. A estação continua a utilizar elevadores, nunca tendo sido atualizada para escadas rolantes. Excepcionalmente para estações de sua época, os elevadores descem diretamente ao nível da plataforma, sem escadas secundárias. A estação é um edifício classificado como Grau II.
A próxima estação no sentido norte da Caledonian Road é Holloway Road, enquanto a próxima estação no sentido sul era originalmente York Road. Esta estação fechou em 1932, mas ainda pode ser vista dos trens. York Road foi planejada para ser aberta para aliviar o congestionamento em King's Cross St. Pancras.

## Encerramento temporário
A estação estava programada para ser fechada de 4 de janeiro de 2016 até meados de agosto de 2016, para permitir a modernização dos dois elevadores. Uma campanha local contra o encerramento surgiu através de uma petição Change.org e alcançou cerca de 7.500 apoiantes. Os peticionários alegaram que a estação poderia ser mantida aberta enquanto novos elevadores fossem instalados em dois poços não utilizados. Isso foi feito anteriormente quando os elevadores foram substituídos em 1987 e a estação permaneceu aberta o tempo todo.
Em janeiro de 2016, o Conselho de Islington anunciou que havia solicitado uma revisão judicial do transporte para o plano de Londres, a ser ouvida em 25 de fevereiro de 2016. Em 19 de janeiro de 2016, a administração do metrô anunciou que o plano de fechamento havia sido arquivado e que novos acordos seriam feito para manter a estação aberta durante a reforma do elevador.

## Padrão de serviço
O serviço típico fora dos horários de pico desta estação é o seguinte:
- 12 tph (trens por hora) para o Aeroporto de Heathrow via centro de Londres
  - 6 destes para os terminais 4 e 1,2,3
  - 6 destes para os terminais 1,2,3 e 5
- 3 tph para Rayners Lane via centro de Londres
- 3 tph para Uxbridge via Centro de Londres e Rayners Lane
- 3 tph para Northfields via centro de Londres
- 18 tph para Cockfosters
- 3 tph para Arnos Grove

## Localização
A estação fica perto da Prisão de Pentonville e o Caledonian Park, local do antigo Mercado metropolitano de gado vitoriano, fica a uma curta distância na Market Road.

## Ladrilhos no nível da plataforma

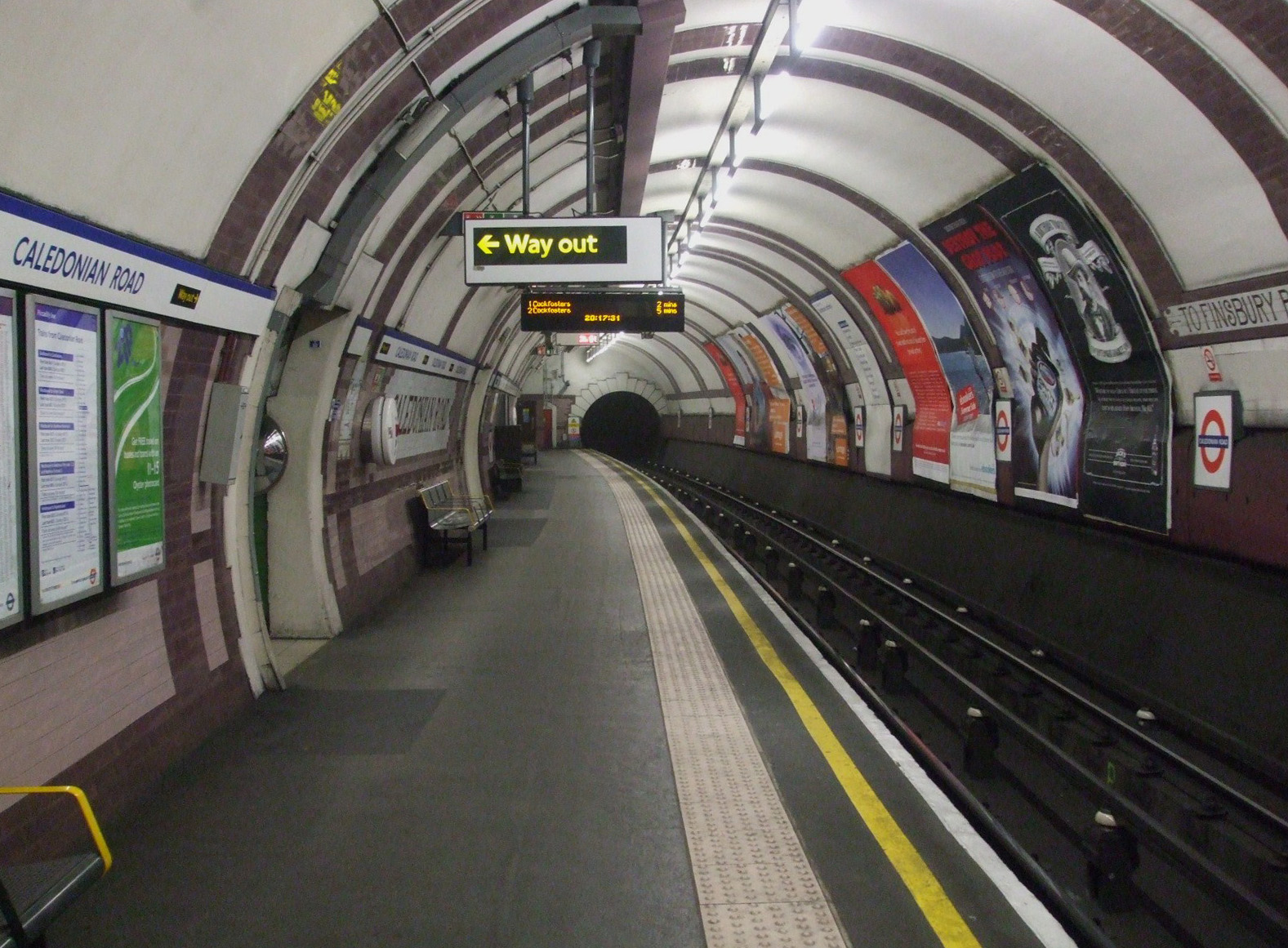
A plataforma da Caledonian Road mostrando seus ladrilhos e cores distintos

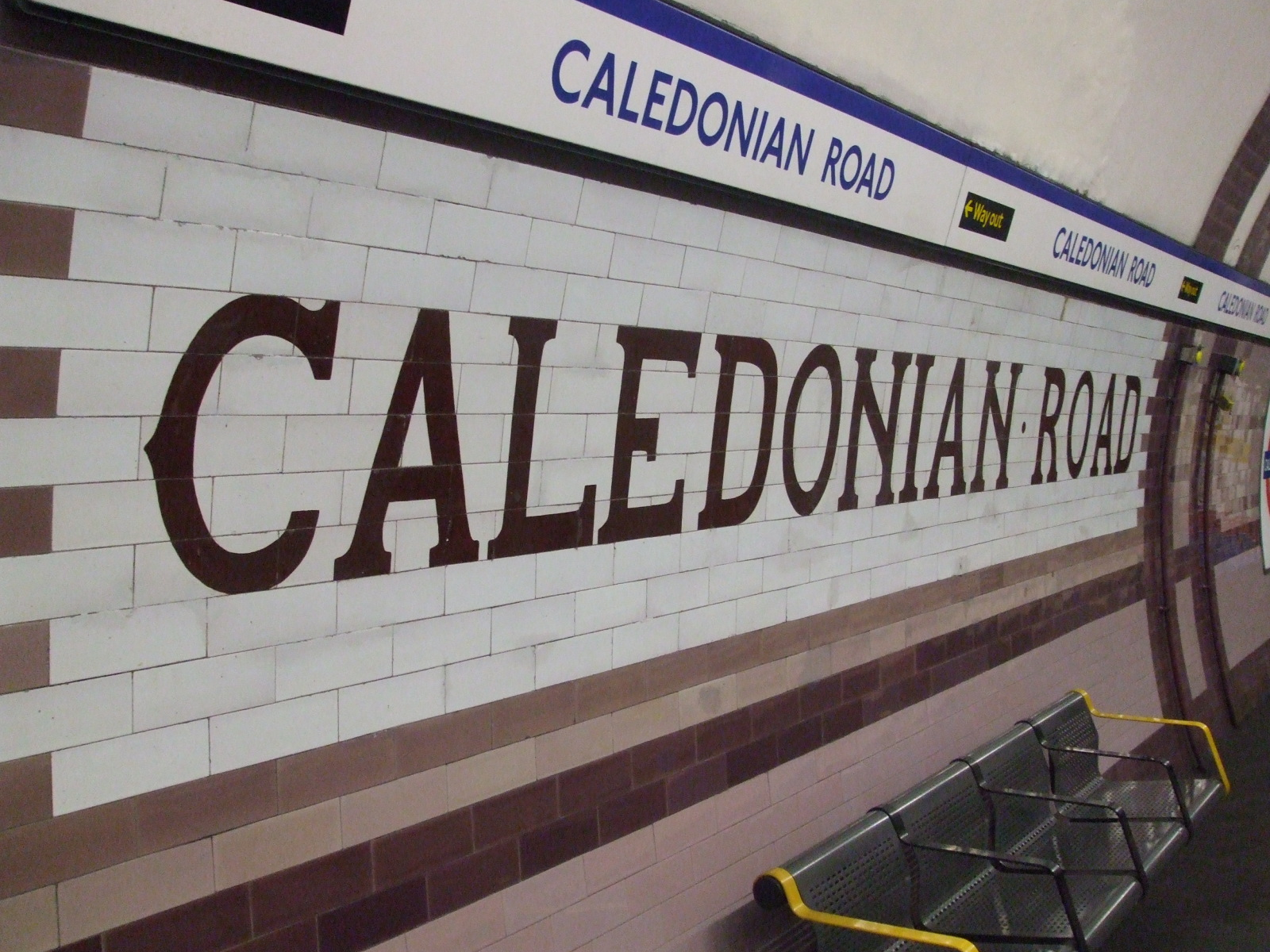
A placa de identificação distinta e o padrão de azulejos

As estações ao longo da parte central da linha Piccadilly, bem como algumas seções da linha Northern, foram financiadas por Charles Yerkes, e são famosas pelos edifícios vermelhos da estação projetados por Leslie Green e pelos distintos ladrilhos da plataforma. Cada estação tem seu próprio padrão e cores de ladrilhos exclusivos.

## Conexões
- As rotas 17, 91 e 259 dos ônibus de Londres atendem a estação.
- A estação Caledonian Road and Barnsbury na Linha North London fica a cerca de 800 metros ao sul.